# 콜로라도 준주
콜로라도 준주(Colorado Territory)는 1861년 2월 28일에서 미국의 주(유니언)로서 콜로라도주로 승격한 1876년 8월 1일까지 존재한 미국의 자치적인 영역, 즉 준주이다. 그 영역은 현재 콜로라도주와 동일하다. 콜로라도 준주는 1858년에서 1861년의 파이크스 픽 골드러시를 계기로 조직된 지역에 최초의 백인 개척자 러시를 불러왔다. 준주를 만드는 기본법은 1861년 2월 28일에 미합중국 연방 의회를 통과하여 제임스 뷰캐넌 대통령이 서명했다. 이때는 남북 전쟁에 참가한 남부가 탈퇴했던 시기이다. 준주의 구성은 로키산맥의 광물 자원이 풍부한 지역에 관한 미합중국의 지배를 공고히 했다. 주의 승격은 꽤나 임박했다고 여겨졌지만, 1865년 말 앤드루 존슨 대통령의 거부권 행사에 의해 주 승격이 좌절되었다. 주 승격 문제는 이후 율리시스 그랜트 정부에 들어와서 재연되었고, 그랜트는 리컨스트럭션 동안 소극적인 연방 의회에 주 승격을 호소했다. 1876년 콜로라도가 미합중국의 38번째 주로서 승격하면서 준주의 시대는 막을 내렸다.

## 개요
콜로라도 준주는 대륙 분수령 양쪽의 로키산맥의 땅에 만들어졌으며, 2년 전에 시작된 파이크스 픽 골드러시 지역을 포함하고 있었다. 대륙 분수령 동쪽으로는 캔자스 준주의 일부를 포함하여, 네브래스카 준주의 남서부 대다수 및 뉴멕시코 준주의 리오그란데강 수원에 해당하는 불규칙한 지역도 포함되었다. 대륙 분수령 서쪽으로는 유타 준주 동부의 많은 유트 족과 쇼쇼우니 족이 강력하게 지배하고 있던 지역 모두 포함하고 있었다. 동부 평원은 샤이엔 족과 아라파호 족, 혼합체인 포니 족, 코만치 족과 카이오와 족이 느슨하게 지배하고 있었다. 1861년에 준주 설립 10일 전, 아라파호 족과 샤이엔 족은 그들의 땅이었던 평원 대부분의 지역을 백인 개척자에게 포기할 것임을 미합중국과 합의를 했지만, 그들은 마을 근처 홈스테드 농민 개척자와 고향 땅에서 공존할 것도 인정받았다. 1865년에 남북 전쟁이 끝날 때쯤에는 원주민의 존재가 하이 플레인스에서 거의 사라졌다.